# Kristineberg (Lycksele)
Kristineberg è un'area urbana della Svezia situata nel comune di Lycksele, contea di Västerbotten.
La popolazione rilevata nel censimento 2010 era di 257 abitanti.